# Кам'янопотоківська сільська територіальна громада
Кам'янопотоківська сільська територіальна громада — територіальна громада в Україні, у Кременчуцькому районі Полтавської області. Адміністративний центр — село Кам'яні Потоки.
Площа громади — 234,806 км², населення — 11 417 осіб (2018)
Утворена 8 листопада 2019 року шляхом об'єднання Білецьківської та Кам'янопотоківської сільських рад Кременчуцького району.

## Географія та природа

### Розташування
Територія Кам'янопотоківської сільської громади є нерозривною та межує з:
- південного заходу з Онуфріївською селищною громадою Кіровоградської області;
- північного заходу з Світловодською міською громадою Кіровоградської області;
- півночі з Піщанською сільською громадою Полтавської області;
- сходу з Кременчуцькою та Горішньоплавнівською міськими громадами Полтавської області.

### Рельєф
На території громади, поблизу сіл Садки та Маламівка, лежить система пагорбів, урочищ і ярів, відома як «Деївська гора». Саме тут розташована найвища точка Полтавської області — 204 м.

### Гідрографія
Гідрографічна мережа громади представлена Кременчуцьким і Кам'янським водосховищами, Білецьківськими й Кременчуцькими плавнями на Дніпрі та закритими водоймами (ставками).
В околицях Чикалівки лежить непрацюючий затоплений Чикалівський кар'єр, у якому раніше видобували граніт.

### Природно-заповідний фонд
На території Кам'янопотоківської громади повністю або частково лежить 6 об'єктів природно-заповідного фонду:
- регіональний ландшафтний парк «Кременчуцькі плавні» (частково)
- ландшафтний заказник загальнодержавного значення «Білецьківські плавні» (частково)
- ландшафтний заказник місцевого значення «Балка Широка» (біля с. Підгірне)
- ботанічний заказник місцевого значення «Довгораківський» (біля с. Кам'яні Потоки)
- геологічна пам'ятка природи «Виходи гранодіоритів» (у с. Кам'яні Потоки)
- заповідне урочище «Келебердянське» (біля с. Кам'яні Потоки)

## Населені пункти
До складу громади входять 11 сіл. У списку наведено села громади та чисельність населення. Чисельність населення подана за статистичними даними офіційного сайту громади. Найбільшим за чисельністю населення селом громади є її адміністративний центр — Кам'яні Потоки (7982), найменшим — село Ройове (171).
| Назва             | Тип  | Населення | Координати                                                              | Зображення |
| ----------------- | ---- | --------- | ----------------------------------------------------------------------- | ---------- |
| Білецьківка       | село | 3643      | 49°00′01″ пн. ш. 33°20′13″ сх. д. / 49.000218° пн. ш. 33.336900° сх. д. |            |
| Бурти             | село | 277       | 48°57′55″ пн. ш. 33°19′38″ сх. д. / 48.965235° пн. ш. 33.327291° сх. д. |            |
| Кам'яні Потоки    | село | 7982      | 48°58′54″ пн. ш. 33°31′17″ сх. д. / 48.981804° пн. ш. 33.521438° сх. д. |            |
| Маламівка         | село | 181       | 49°00′09″ пн. ш. 33°23′10″ сх. д. / 49.002549° пн. ш. 33.386080° сх. д. |            |
| Новоселівка       | село | 754       | 49°00′58″ пн. ш. 33°19′29″ сх. д. / 49.016225° пн. ш. 33.324711° сх. д. |            |
| Підгірне          | село | 273       | 48°59′22″ пн. ш. 33°23′17″ сх. д. / 48.989474° пн. ш. 33.388155° сх. д. |            |
| Ройове            | село | 171       | 48°55′53″ пн. ш. 33°35′42″ сх. д. / 48.931264° пн. ш. 33.594873° сх. д. |            |
| Садки             | село | 2939      | 49°00′33″ пн. ш. 33°28′05″ сх. д. / 49.009050° пн. ш. 33.468171° сх. д. |            |
| Стара Білецьківка | село | 234       | 49°01′13″ пн. ш. 33°21′02″ сх. д. / 49.020196° пн. ш. 33.350631° сх. д. |            |
| Чечелеве          | село | 1958      | 49°01′01″ пн. ш. 33°23′44″ сх. д. / 49.016874° пн. ш. 33.395679° сх. д. |            |
| Чикалівка         | село | 217       | 48°59′16″ пн. ш. 33°35′43″ сх. д. / 48.987914° пн. ш. 33.595390° сх. д. |            |

## Населення
Чисельність  населення громади станом на 01.01.2024 року  становило 13 274 осіб,  у тому числі  дітей  - 2 113 осіб.

### Мова
Розподіл населення населених пунктів громади за рідною мовою за даними перепису 2001 року:
| Мова            | Чисельність | Відсоток |
| --------------- | ----------- | -------- |
| Українська      | 11 759      | 93.47 %  |
| Російська       | 768         | 6.10 %   |
| Вірменська      | 19          | 0.15 %   |
| Ромська         | 10          | 0.08 %   |
| Білоруська      | 8           | 0.06 %   |
| Румунська       | 7           | 0.06 %   |
| Гагаузька       | 1           | 0.01 %   |
| Інші/Не вказали | 9           | 0.07 %   |
| Разом           | 12 581      | 100 %    |

## Інфраструктура

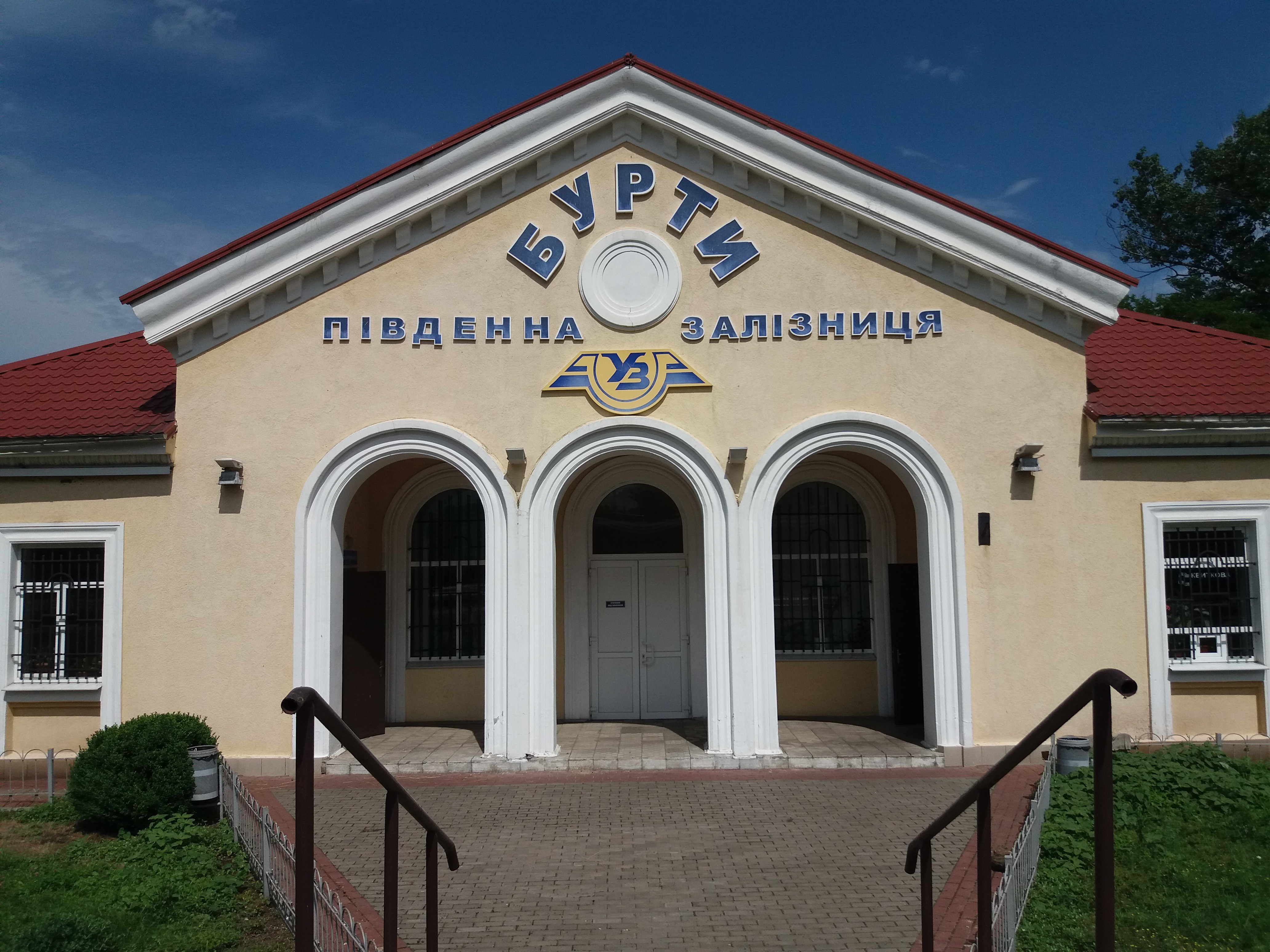
Залізнична станція Бурти

### Охорона здоров'я
У громаді функціонують 6 закладів охорони здоров'я, що надають первинну медичну допомогу.

### Транспорт
Територією Кам'янопотоківської громади проходять такі автошляхи: європейський E584, національний Н08 та регіональний Р10.
Також територією громади пролягають колії двох залізничних ліній: електрифікованої Кременчук — Користівка та неелектрифікованої Бурти — Рублівка.
На території громади розташована станція Бурти та 4 зупинні пункти: 270 км, Білецьківка, 279 км та 3 км.

## Освіта

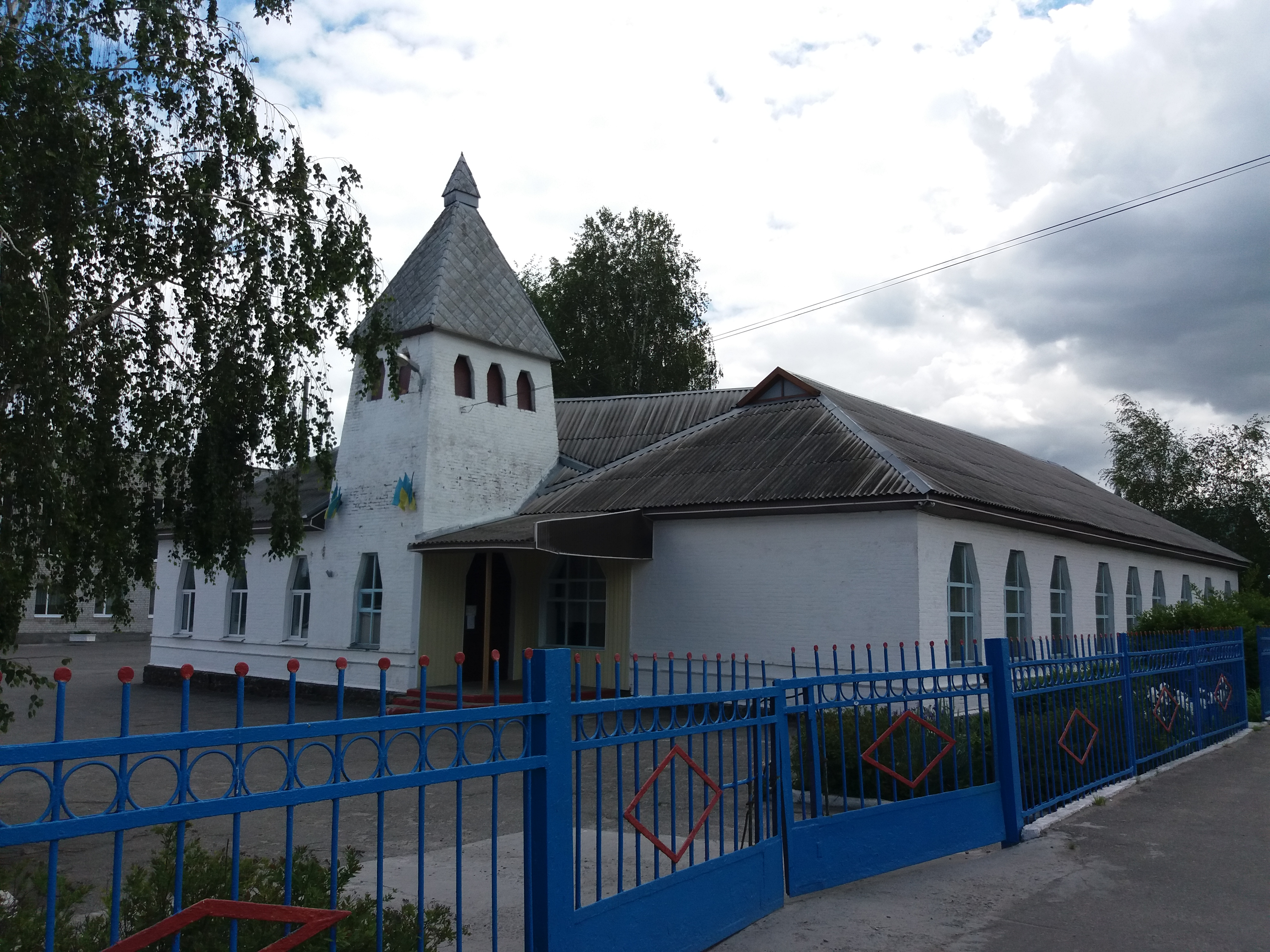
Школа в Садках

У громаді діють 4 загальноосвітні заклади та 2 заклади дошкільної освіти:
- Білецьківський ліцей
- Кам'янопотоківський ліцей імені М. С. Новохатька
- Садківський ліцей
- Чечелевська гімназія
- ЗДО «Ялинка» в с. Кам'яні Потоки
- ЗДО «Колосок» у с. Ройове